# 圣弥额尔圣安多尼堂
圣弥额尔圣安多尼堂（Church of St. Michael and St. Anthony）是加拿大魁北克省蒙特利尔的一座罗马天主教教堂。该堂原名圣弥额尔堂，服务于爱尔兰裔天主教徒。由于该地区的波兰裔增加，在1964年开始由波兰神父管理，教堂名称也改为“圣弥额尔圣安多尼堂”。

## 历史
圣弥额尔堂在1914年开工建造，是蒙特利尔最大的英语堂区。虽然第一次世界大战的爆发造成了一些耽延，但是该堂还是在1915年建成，造价$232,000，能容纳1,400 人。
该堂所在的Mile End 原本是一个爱尔兰裔社区，但是波兰裔增加很快，现在是一个多元文化社区，主要是波兰裔和意大利裔。。堂区的名称也有所变化，因为波兰方济各会供奉里斯本的聖安多尼。今天，该堂被认为是“蒙特利尔波兰裔天主教徒的核心”。

## 建筑

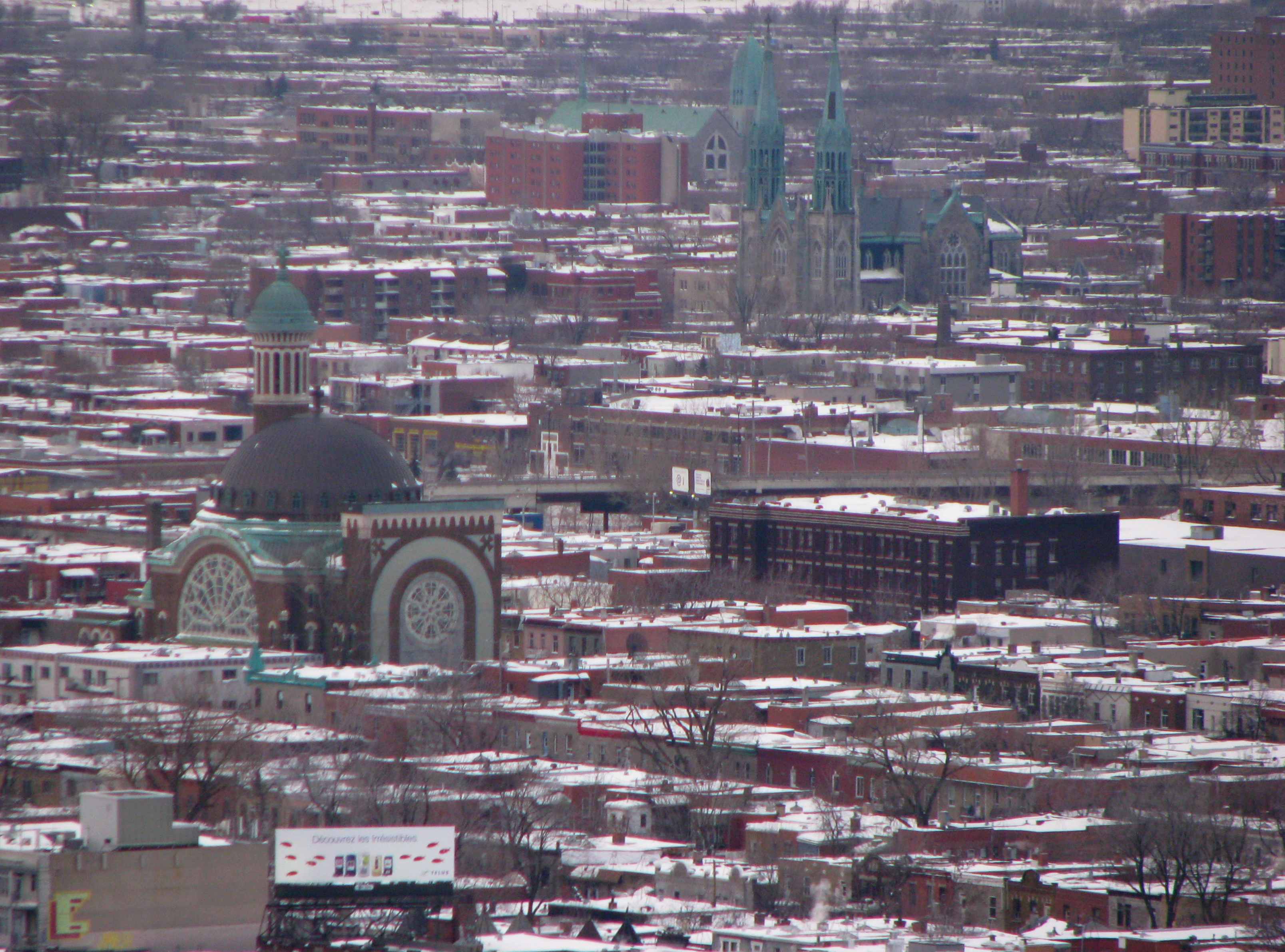
从皇家山看圣弥额尔圣安多尼堂（左侧）

该堂风格体现了文化杂合，使其成为"蒙特利尔教堂建筑的一个比较独特的例子"。该堂主要为拜占庭复兴建筑，配以巨大的绿松石穹顶和叫拜楼风格的钟楼。建筑师Aristide Beaugrand-Champagne(1876-1950年)的灵感来自伊斯坦布尔 (原君士坦丁堡)的圣索菲亚大教堂(原属东正教）。该堂还具有哥特式建筑和罗马式建筑的元素，以及伦巴第带和窗饰，让人想起中世纪城堡。
教堂的圆顶是魁北克最早使用钢筋混凝土的地方之一。
穹顶内部的天花板为新文艺复兴风格的壁画《弥额尔观看天使的坠落》，是意大利画家Guido Nincheri的作品，蒙特利尔的其他教堂也有他的画作。